# Mora (lingwistyka)
Mora (łac.) – jest najmniejszą jednostką prozodyczną używaną w metryce i fonologii, będąca nosicielem cech prozodycznych. Odpowiada długości brzmienia jednej krótkiej głoski, i tym samym w niektórych językach określa „wagę” sylaby (która decyduje o synchronizacji czasowej i akcentowaniu). Podobnie jak wiele innych pojęć lingwistycznych, dokładna definicja mory jest dyskusyjna.
Pojęcie to (oznaczające dosłownie „odstęp czasu”) pochodzi z łaciny, gdzie było używane jako odpowiednik greckiego słowa χρόνος chronos (czas) w kontekście metrycznym. W starożytnej metryce iloczasowej pojedyncza mora oznacza czas trwania samogłoski krótkiej. Samogłoska (lub sylaba) długa zajmuje dwie mory.
O sylabie zawierającej jedną morę mówi się jednomorowa, o zawierającej dwie – dwumorowa.
Ogólnie, mory formowane są w następujący sposób:
1. Nagłos sylaby (jej pierwsze spółgłoski) nie są liczone jako mory.
2. Jądro sylaby reprezentuje jedną morę w przypadku krótkiej samogłoski, lub dwie mory w przypadku długiej samogłoski lub dyftongu[1]. Spółgłoski służące jako jądro sylaby także reprezentują jedną morę, jeśli są krótkie, lub dwie, gdy są długie. (język słowacki jest przykładem języka, który ma zarówno długie, jak i krótkie jądra spółgłoskowe.)
3. W niektórych językach (na przykład w języku japońskim) koda sylaby (spółgłoski następujące po jądrze) reprezentuje jedną morę, a w innych (jak np. irlandzkim) nie. W języku angielskim jest oczywiste, że koda sylaby akcentowanej stanowi morę (stąd słowo cat składa się z dwóch mor), ale nie jest oczywiste czy kody sylab nieakcentowanych też ją stanowią (druga sylaba słowa rabbit mogłaby być jedną morą).
4. W niektórych językach sylaba z długą samogłoską lub dyftongiem w jądrze i jedną lub więcej spółgłosek w kodzie określana jest jako trójmorowa (patrz: pluti).

Mówi się, że sylaby jednomorowe to tzw. lekkie sylaby, podczas gdy dwumorowe to sylaby ciężkie, a trójmorowe (w językach które je posiadają) są superciężkimi sylabami. Większość lingwistów uważa, że żaden język nie używa sylab o czterech lub więcej morach.
Na zasadzie równoważności odcinków o tej samej liczbie mor opiera się reguła zastępstwa stóp w metryce antycznej, greckiej i rzymskiej. Trójzgłoskowy daktyl odpowiada dwuzgłoskowemu spondejowi, bo obie te stopy metryczne są czteromorowe:  = .
Język japoński jest znany ze swoich cech moraicznych. Większość dialektów, włącznie ze standardowym, używa raczej mor niż sylab jako podstawy systemu dźwięków. Na przykład uważa się często, że haiku wpisują się we wzór 5 sylab/7 sylab/5 sylab, podczas gdy jest to raczej 5 mor/7 mor/ 5 mor. Jednym prominentnym przykładem jest fakt, że japońskie -n kończące sylabę jest morą.